# Busty Dusty
Busty Dusty (Van Nuys, California; 20 de octubre de 1961) es una actriz pornográfica y estríper estadounidense retirada de grandes senos. Antes del perfeccionamiento de sus pechos su nombre de escena era Rocky Raquel, ya como Busty Dusty ella volvió a aumentar sus pechos en 1993.
Busty Dusty estaba en lo más alto de su carrera durante los años noventa, hasta su retiro en 1999. Durante su fase activa ella estuvo dentro del grupo élite de modelos conocidas como big boobs al lado de Traci Topps, SaRenna Lee, Wendy Whoppers y Pandora Peaks. Ella nunca hizo películas o videos de sexo duro y explícito (hardcore).
Durante un tiempo ella tenía una website con Chloe Vevrier y Traci Topps, su website se llamaba "The Fantasy Café". Las fotografías del promo iniciales para el sitio fueron tomadas por el fotógrafo erótico Tom Ruddock. La hermana de Busty, Dominique era responsable del mantenimiento del website, después Topps dividió la compañía con otras chicas. Estelarizo varios videos de pechos grandes de softcore, incluyendo la notable aparición para Playboy en Voluptuous Vixens. Principalmente a Busty Dusty se le puede ver sola en las escenas que protagonizó. 
Busty Dusty tuvo unas copas de sostén de tamaño 90HHH, que obviamente es una exageración. 
Sus dimensiones eran de 54-24-34 en su mejor tiempo. Su altura es de 1.65 m. 
El 25 de octubre de 1999, se hizo una reducción de senos y poco después anunció su retiro.

## Filmografía
- American Bukkake 41
- Personally Yours - Busty Dusty
- Boob Cruise Babes Vol. 3
- Lusty Busty Dolls
- Boobsville Cabaret
- Freak
- Boob Cruise '98
- Boob Cruise '98 After Hours
- Playboy's Voluptuous Vixens
- Ben Dover Does the Boob Cruise
- Boob Cruise '97
- On Location in Fantasy Island
- Big Boob Bukkake 2
- Big Boob Mamathon
- Boob Cruise '95
- Girls Around the World 28
- Double D-cup Dates
- Score Busty Covergirls Vol. 1: Busty Dusty & Toppsy Curvey
- Zena & Buddies
- Big Busty 47 y 49 (es Rocky Raquel)
- Big Boobs Around the World 8 (es Rocky Raquel)
- Super Stacked